# نیکولای کروکوف (آهنگساز)
نیکولای نیکولایوویچ کروکوف (روسی: Николай Николаевич Крюков؛ ۲ فوریه ۱۹۰۸ – ۵ آوریل ۱۹۶۱) یک آهنگساز اهل اتحاد جماهیر شوروی سوسیالیستی بود.
از فیلم‌ها یا مجموعه‌های تلویزیونی که وی در آن‌ها نقش داشته است، می‌توان به بهاری بی‌نظیر، ابله و دریاسالار ناخیموف اشاره نمود. همچنین در سال ۱۹۵۰ میلادی، یک نسخهٔ صدادار از فیلمِ صامتِ رزم‌ناو پوتمکین (۱۹۲۵) بازنشر شد که موسیقی متن آنرا «نیکولای کروکوف» ساخته بود.